# مجمع سليمان الضراط
مجمع سليمان الضراط هو حلبة مغلقة تقع في بنغازي - ليبيا، ويستخدم للرياضات الداخلية مثل الكرة الطائرة وكرة السلة، وقد سُمِي تخليدًا لذكرى سليمان الضراط.